# Nieuwolda-Oost

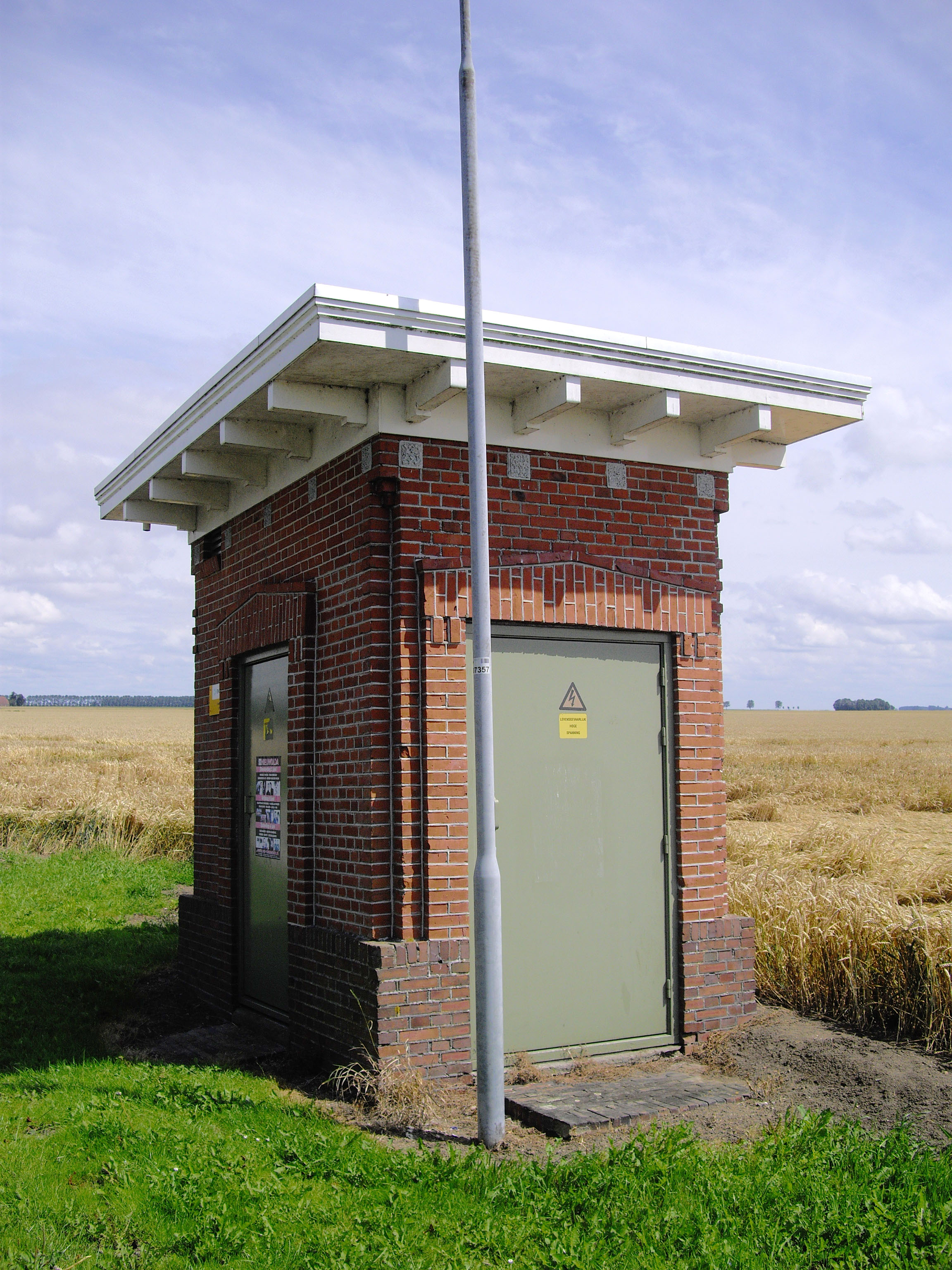
Transformatorhuisje (rijksmonument) uit 1925 in het landschap bij Nieuwolda-Oost

Nieuwolda-Oost, eerder Nieuwolda-Oosteinde, is een buurtschap bij het dorp Nieuwolda in de gemeente Oldambt, in de Nederlandse provincie Groningen. De naam staat tegenover het Westeind, waarmee een buurtschap aan de andere kant van het dorp wordt aangeduid. De meeste dorpen in het Oldambt waren vroeger op deze manier in buurtschappen of kluften verdeeld. 

## Ligging
De streek ligt in het gebied van de Dollardpolders. Nieuwolda-Oost ligt, zoals de naam aangeeft, ten oosten van Nieuwolda, dat vroeger Midwolderhamrik werd genoemd. In de 19e eeuw werd het gebied ook wel aangeduid als Oostwolderhamrik (de hamrik van Oostwold). Beide namen geven aan dat deze gehuchten zijn gesticht vanuit respectievelijk Midwolda en Oostwold. Op een kilometer ten oosten van Nieuwolda-Oost, bij de driesprong met de Langeweg richting Oostwold, ligt een buurtje dat nog steeds wordt aangeduid met Oostwolderhamrik. 

## Geschiedenis
Nieuwolda-Oost is gelegen op een inversierug, die is ontstaan uit de loop van de rivier Munter Ae. Het gebied was al in de middeleeuwen bewoond. Langs de Hoofdweg bevinden zich vier kleine wierden, waarvan twee in Oostwolderhamrik. Twee andere in de Nonnegaatsterpolder (de Bult genoemd) zijn in de 20e eeuw geëgaliseerd. De buurt grenst aan de nieuwere Dollardpolders. Aan de noordkant ligt het oudere polderland, dat lager ligt. Het behoorde grotendeels tot het middeleeuwse klooster Menterwolde of Campus Sylvae, later het Grijzemonnikenklooster bij Termunten. Boerderij 'Dijkvliet' (Hoofdweg-Oost 8) zou volgens een 19e-eeuwse overlevering de plek van een kapel zijn geweest, waarvan de fundamenten zich nog onder de schuurdeel zouden bevinden. Een nabijgelegen bruggetje over het Kattendiep heette Kapelvlonder. Otto D.J. Roemeling veronderstelt dat dit de oorspronkelijke plek van de kerk van Midwolda gewest kan zijn.
Aanvankelijk stonden hier alleen boerderijen; in 1731 was er ook een smederij. Bij de sluis te Oostwolderhamrik - de Nijezijl - bevond zich in de Tachtigjarige Oorlog een kleine schans.
De huidige buurt met voormalige landarbeiderswoningen is in de tweede helft van de achttiende eeuw gesticht en werd rond 1900 verder naar het westen en noorden uitgebouwd. Deze woonwijk wordt sinds die tijd ook wel De Kamp genoemd (1898). De familienaam Kamp komt in Nieuwolda voor sinds 1757. De eerste school wordt genoemd in 1796 en maakte deel uit van de kosterijgoederen van de Hervormde Kerk. Later werd het een openbare school. Het nog aanwezige schoolgebouw heeft tot 1939 als zodanig dienst gedaan.
Vanaf Nieuwolda-Oost liep in de 17e eeuw een doorgaande route naar de Zomerdijk via de Buitenweg of Griedelaan, langs de Raadherentil over het Termunterzijldiep en voorbij het voormalige gehucht De Knuif. Een smalle streep bouwland (voormalig kloosterbezit) was mogelijk het restant van een oudere, middeleeuwse route.